# Света Ана при Ложу
Света Ана при Ложу (словен. Sveta Ana pri Ložu) је насељено место у општини Лошка Долина, Приморско-нотрањска регија, Словенија.

## Историја
До територијалне реорганизације у Словенији била је у саставу старе општине Церкница. Света Ана при Ложу постоји као самостално насеље од 2003. године. Настала је издвајањем дела из насеља Подлож.

## Становништво
У попису становништва из 2011. године, Света Ана при Ложу је имала 7 становника.
| Број становника према пописима |
| ------------------------------ |
| 2011                           |
| 7                              |

Напомена: Године 2003. настала издвајањем дела из насеља Подлож, а затим увећана за део насеља Подлож (без навођења године када је промена извршена).